# Центральний (Самарська область)
Центральний (рос. Центральный) — селище в Богатівському районі Самарської області Російської Федерації.
Населення становить 249 осіб. Входить до складу муніципального утворення сільське поселення Печинено.

## Історія
Від 2005 року входило до складу муніципального утворення сільське поселення Печинено.

## Населення
| 2010 |
| ---- |
| 249  |